# رنگینک‌های کلاه‌خودی
رنگینک‌های کلاه‌خودی (نام علمی: Antilophia) نام یک سرده از تیره رنگینک است.